# ログアウト文庫
ログアウト文庫（ログアウトぶんこ）はアスペクトが刊行していたライトノベル系文庫レーベル。

## 概要
ログアウト冒険文庫をリニューアルしたもの。1997年5月創刊。
ライトノベル市場への後発参入で、1995年の『LOGOUT』休刊後は後継誌も刊行されなかったことから当時競合関係にあった角川系レーベルに見られる様な母体となる雑誌も無く、『コミックビーム』連載作品とのタイアップ作品を中心に刊行を行っていた。しかし、注目度の高い作品が無くヒット作に恵まれないまま約1年で刊行が停止された。
1998年7月に創刊され、アスキーグループ再編後はエンターブレインが刊行しているファミ通文庫が事実上の後継レーベルに該当するが、文庫オリジナル作品も含めて本レーベルから引き継がれた作品は無い。

## 作品一覧
- 黒十字戦記II 学校壊滅計画（宗田理）
- 天からトルテ! ガニメデ曜日は大パニック!
- ハイパーあんな（原作：近藤るるる）
  - ハイパーあんな 宇宙で一番強いヤツ（黒田洋介）
  - ハイパーあんな2 杏菜の無人島物語C++（黒田洋介）
- ハイパー戦士団シリーズ（宗田理）
  - I 復讐家族
  - II 探偵家族
  - III 冒険家族
  - IV 逆転家族
- BREAK-AGE 戦士たちの夏（篠崎砂美 原作：馬頭ちーめい）
- みすて・ないでデイジー 恋のブラックホール（山口亮太 原作：永野のりこ）